# Hell's Kitchen (émission de télévision américaine)
Pour les articles homonymes, voir Hell's Kitchen (homonymie).
Hell's Kitchen (en français la cuisine de l'enfer ou cuisine infernale) est une compétition américaine de cuisine télévisée réelle (basée sur la série britannique
du même nom (en)) diffusée sur Fox. Elle est présentée par Gordon Ramsay. Deux équipes de chefs concourent pour un poste de chef dans un restaurant.

## Concept
Un épisode typique commence par un défi entre les équipes. L'équipe gagnante obtient une sorte de récompense qui implique généralement une sorte d’excursion en dehors de la cuisine de l'enfer, tandis que les perdants reçoivent une « punition » qui implique habituellement une tâche ardue ou repoussante.
La deuxième partie est un dîner, chaque équipe travaillant dans sa propre cuisine et tentant, sous la surveillance étroite et hypercritique de Ramsay, d'effectuer le service sans être éliminé prématurément pour avoir fait trop d'erreurs.
La conclusion habituelle implique que l'équipe perdante propose deux de ses membres pour être éliminés par Ramsay.
Il existe de nombreuses variations possibles ; les deux équipes peuvent être éliminées avant la fin du service, ce qui s'est produit à plus d'une occasion.

## Renouvellement
À la fin de la 13e saison, il a été annoncé que le format a été reconduit pour deux saisons supplémentaires jusqu'à la saison 16. Le 9 septembre 2016, Fox a reconduit Hell's Kitchen pour les saisons 17 et 18, avant la première diffusion de la saison 16, le 23 septembre 2016.